# Quang Trạch
Quang Trạch (chữ Hán giản thể: 光泽县, âm Hán Việt: Quang Thạch huyện) là một huyện của địa cấp thị Nam Bình, tỉnh Phúc Kiến. Cộng hòa Nhân dân Trung Hoa. Huyện Quang Trạch có diện tích 2338 km², dân số 150.000 người. Huyện Quang Thạch nằm ở tây bắc Phúc Kiến, phía chân núi tây nam của dãy Vũ Di Sơn, giáp giới với địa cấp thị Vũ Di Sơn, Thiệu Vũ, Kiến Dương, Lê Xuyên, Tư Khê, Duyên Sơn. Năm Thái Bình Hưng Quốc thứ 4 nhà Tống (979) thành lập huyện. 